# Яннік Бельшас
Яннік Бельшас (фр. Yannick Bellechasse, нар. 26 жовтня 1992, Сен-Мартен) — сенмартенський футболіст, нападник клубу з Сен-Мартена «Джуніор Старз» та збірної Сен-Мартена.

## Клубна кар'єра
Яннік Бельшас народився в столиці Сен-Мартена Маріго, і до 2020 року грав у місцевому клубі «Джуніор Старз». У 2021 році футболіст став гравцем клубу за Сінт-Мартена «Флеймс Юнайтед», у складі якого став чемпіоном нідерландської половини острова. У 2022 році Бельшас спочатку грав за клуб із Ангільї «Лаймерс», а пізніше за клуб із Гваделупи «Ред Стар». На початку 2023 року футболіст повернувся до клубу «Джуніор Старз».

## Виступи за збірну
У 2012 році Яннік Бельшас дебютував у складі збірної Сен-Мартена у матчі відбіркового турніру до Золотого кубка КОНКАКАФ 2013 року. У груповому турнірі Ліги націй КОНКАКАФ у грі проти збірної Кайманових Островів він відзначився хет-триком, ставши із загалом 4 м'ячами одним із кращих бомбардирів ліги C турніру. Загалом Яннік Бельшас зіграв у складі збірної 21 матчі, у яких відзначився 5 забитими м'ячами, та є одним із найкращих бомбардирів збірної Сен-Мартену за всю її історію.